# Hôtel Mansencal
L’hôtel Mansencal est un hôtel particulier, situé au no 1 rue Espinasse, dans le centre historique de Toulouse. Construit dans le deuxième quart du XVIe siècle, entre 1527 et 1547, pour un important parlementaire toulousain, Jean de Mansencal, il est profondément remanié et altéré aux siècles suivants. Après avoir été intégré au couvent des Dominicains de Toulouse dans le dernier quart du XIXe siècle, il fait aujourd'hui partie du collège privé Saint-Thomas-d'Aquin.
L'hôtel conserve des éléments représentatifs d'un style Renaissance très pur et se distingue par sa tour élevée et le décor sculpté de sa façade du côté jardin. L'hôtel est inscrit partiellement aux monuments historiques en 1925.

## Histoire

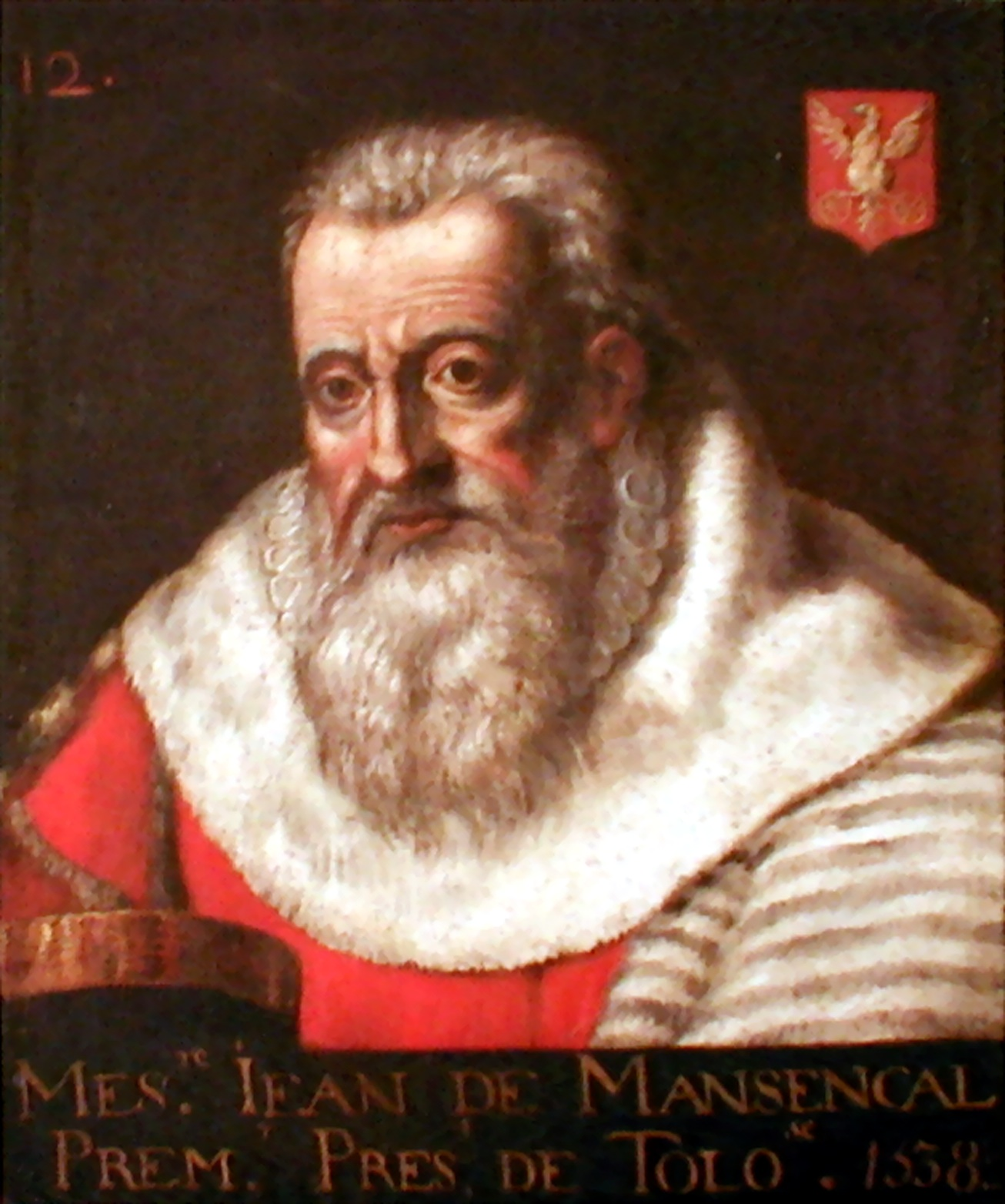
Portrait de Jean de Mansencal (plafond de la Chambre dorée de la cour d'appel de Toulouse, XVIIe siècle).

Jean de Mansencal commence sa carrière au Parlement de Toulouse en 1521 comme conseiller. En 1527, il achète plusieurs maisons de la rue de Donne-Coraille (actuelle rue Espinasse) pour y faire construire un hôtel particulier. Il devient premier président du Parlement en 1537. L'hôtel est certainement achevé avant 1547, mais Jean de Mansencal continue à acquérir des bâtiments voisins après 1550. Il rachète un premier immeuble voisin (partie de l'actuel no 3) à Pierre de la Chapelle, clerc d'un conseiller au Parlement, pour y aménager les communs, puis la maison du dizenier Arnaud Marinhal à l'angle des rues de Donne-Coraille et Perchepinte (actuel no 2 de cette rue). À la mort de Jean de Mansencal, en 1562, l'hôtel passe à ses enfants puis, en 1577 à sa veuve, Jeanne de Vidal-Miremont.
C'est probablement peu après la mort de cette dernière, entre 1595 et 1598, que le procureur général au Parlement Jean Gaubert de Caminade acquiert l'hôtel. Marié à Jeanne de Saint-Félix, fille du président Claude de Saint-Félix, il connaît une carrière brillante comme président en 1611 et conseiller d'État en 1623. C'est son fils, Philippe de Caminade, qui en hérite en 1637. Ce dernier, conseiller aux requêtes en 1632, devenu président en 1637, est un légiste réputé. Il est surtout un poète reconnu, qui remporte les différents prix des concours des Jeux floraux : l'églantine en 1622, le souci en 1625 et la violette en 1627. Il obtient ses lettres de maîtrise la même année. En 1638, il est même honoré par Pierre Goudouli, qui lui dédicace sa « Troisième florette » du Ramelet Moundi,. Philippe de Caminade poursuit également la politique d'agrandissement de l'hôtel en rachetant un immeuble voisin (partie de l'actuel no 3) à l'avocat Vital Dutil en 1648. Il meurt en 1653, victime de la peste qui touche Toulouse et le Lauragais entre 1652 et 1655.
L'hôtel passe à la fille de Philippe de Caminade, Marthe, qui épouse trois ans plus tard le conseiller aux requêtes Jean-Georges de Garaud-Duranti, seigneur de Donneville. Devenu conseiller à la chambre criminelle en 1654, il est président en 1667. Membre des cercles littéraires toulousains, il accueille en 1667, dans l'hôtel Mansencal, les Lanternistes. Cette assemblée littéraire, fondée en 1640 sous le nom de Conférences académiques, mais plus connue comme la Société des Lanternistes, réunissait des savants et des lettrés toulousains,.
Après la Révolution, l'hôtel passe à Raymond Vignes-Cailas, puis au marquis de Tauriac, député conservateur de la Haute-Garonne à la fin de la Restauration et dans les premières années du Second Empire. Il accueille ensuite une pension pour jeunes filles tenue par sa fille, Charlotte-Adélaïde, veuve du comte de Bertier, la pension des Dames Bertier, avant que lui succède la pension Henri IV. En 1874, l'hôtel est acheté par les Dominicains, rétablis à Toulouse par le père Lacordaire depuis 1853. Propriétaires de la parcelle voisine (actuel no 14 rue Vélane), ils veulent engager des travaux d'extension de leur couvent : ceux-ci démarrent en 1879, sous la direction de l'architecte Henri Bach. Le projet initial prévoit la destruction de l'hôtel, mais finalement il est partiellement conservé. La façade sur jardin reste cependant mutilée par la disparition de trois travées sur cinq. Henri Bach édifie l'ensemble des bâtiments conventuels et une église dans le style néogothique.
En 1968, les Dominicains s'installent dans leur nouveau couvent de Rangueil, tandis que les bâtiments entre les rues Espinasse et Vélane sont rachetés par la société immobilière la Térésia. Sur une partie de l'ancien couvent (actuel no 3), un vaste projet immobilier, la résidence Hôtel de Mansencal, est édifié entre 1968 et 1972 par les architectes modernes Robert Fort, André Gonzalez et Jésus Masa. Les dernières parties de l'hôtel conservées du XVIe siècle dépendent aujourd'hui du collège privé Saint-Thomas-d'Aquin.

## Description

### Côté cour
La façade sur rue, sobre et massive, est percée de fenêtres rectangulaires à encadrement de pierre. La porte cochère, dont le portail est orné de pilastres cannelés, ouvre sur une cour formée par deux corps de bâtiments.
L'aile gauche se compose d'une tour d'escalier à laquelle est accolée une tourelle d'angle. Cette haute tour de 30 mètres a la forme d'un carré régulier qui renferme pourtant une vis d'escalier circulaire. Celle-ci se termine par une colonne corinthienne d'où s'élancent huit nervures soutenant une voûte cylindrique. Sur l'axe se déroule une torsade. Les étroites fenêtres de la tour d'escalier se superposent les unes aux autres. Leurs ouvertures en plein cintre sont soutenus par de fines colonnettes dans les styles dorique, ionien et corinthien. La tourelle d'angle, sur trompe, donne accès à la salle supérieure et à la terrasse de la tour principale. La salle supérieure de celle-ci, ouverte de mirandes, est décorée de grisailles représentant des rinceaux à feuilles d'acanthe et des enfants.
L'aile gauche est reliée à l'aile droite par une coursière sur arcades en anse de panier, portées sur des consoles en pierre. Cette coursière est attenante à un corps de bâtiment central presque entièrement détruit. Les trois corps de bâtiment sont percés de fenêtres, soulignées par un chambranle à double crossettes. L'unité de style de ces fenêtres et la corniche soutenue par de petites arcatures de brique qui couronne les élévations permet d'uniformiser les façades sur cour.

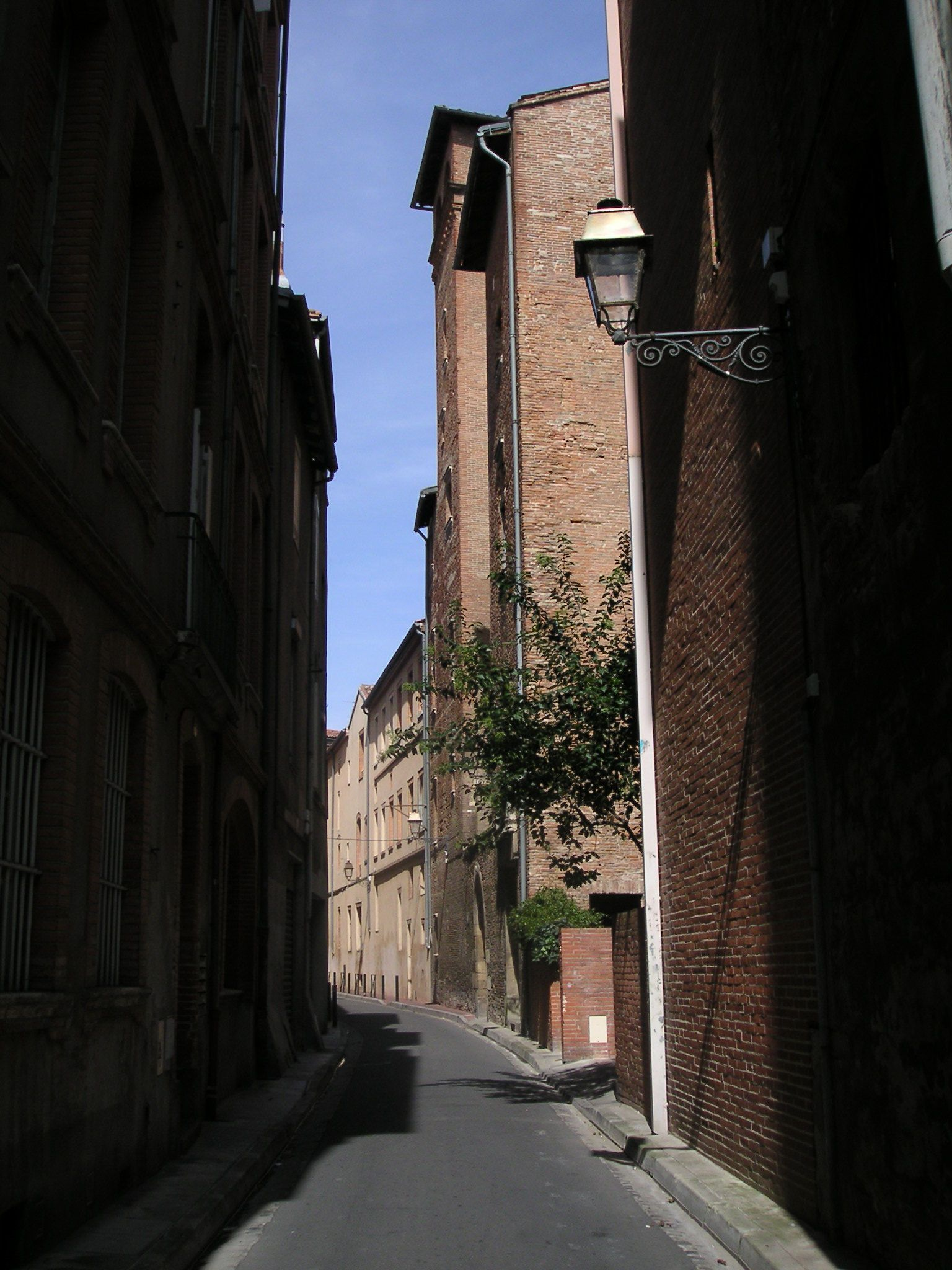
Vue de l'hôtel depuis la rue Espinasse
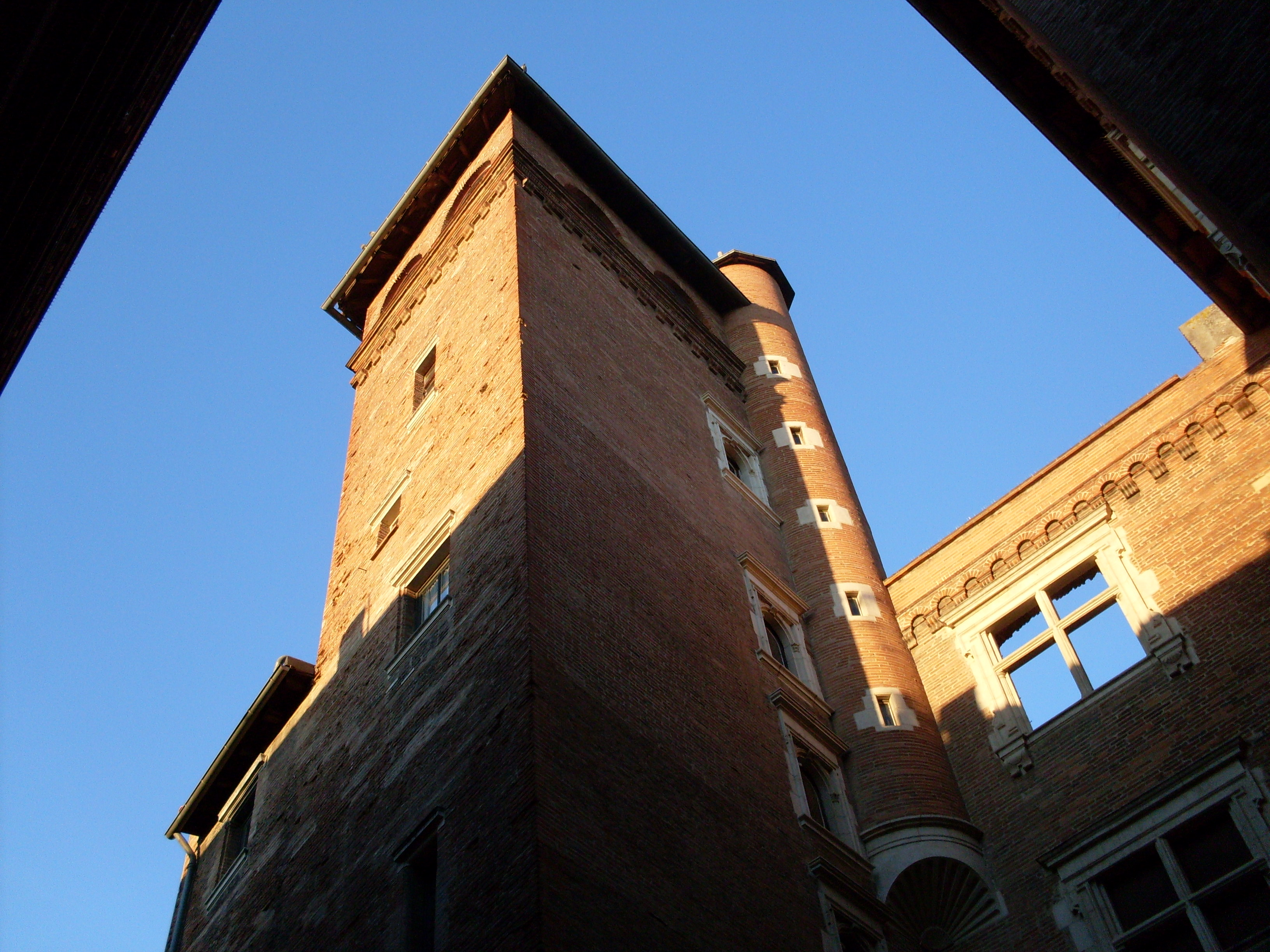
La tour et sa tourelle d'angle.
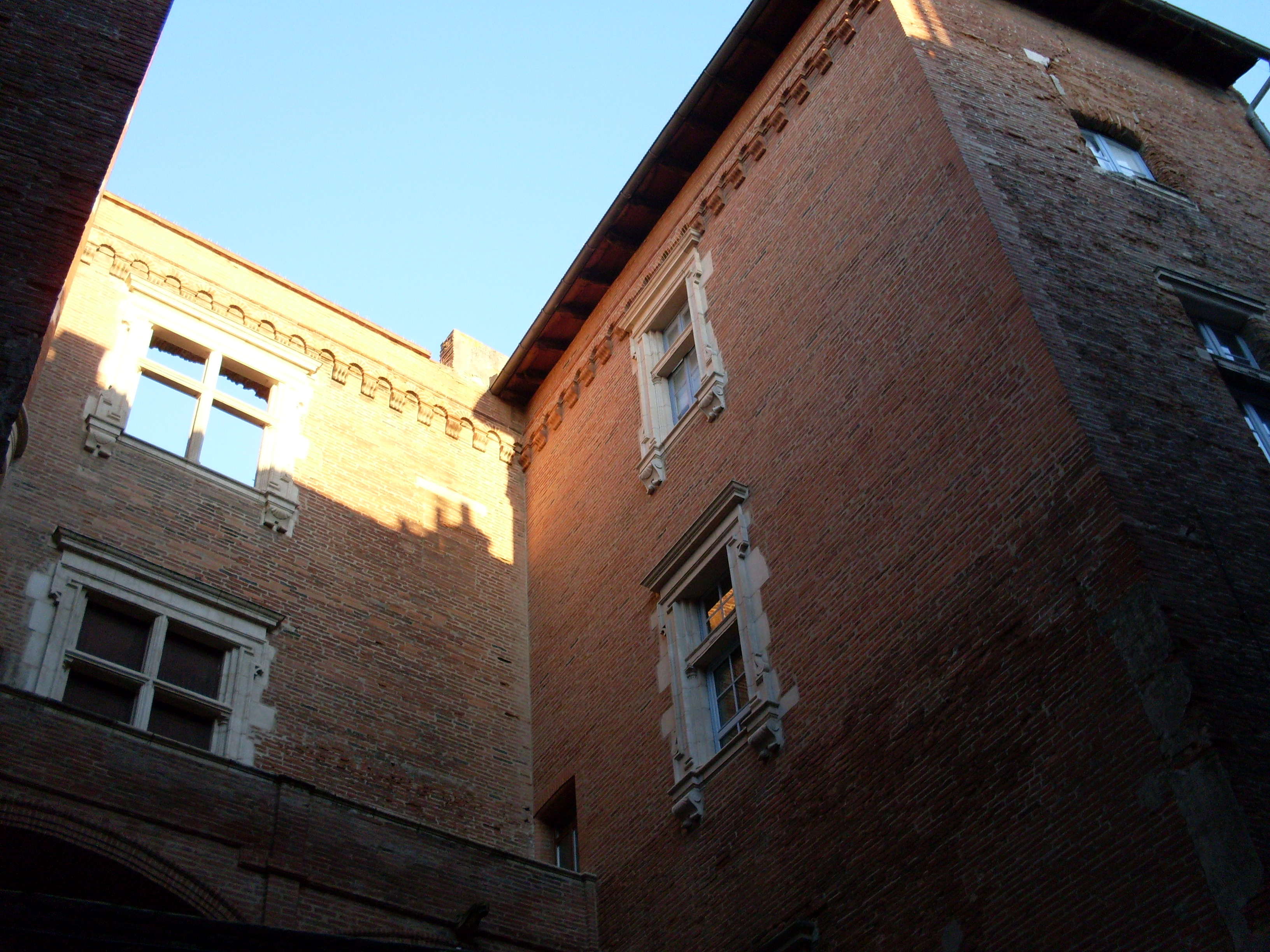
Les façades ouest et sud.
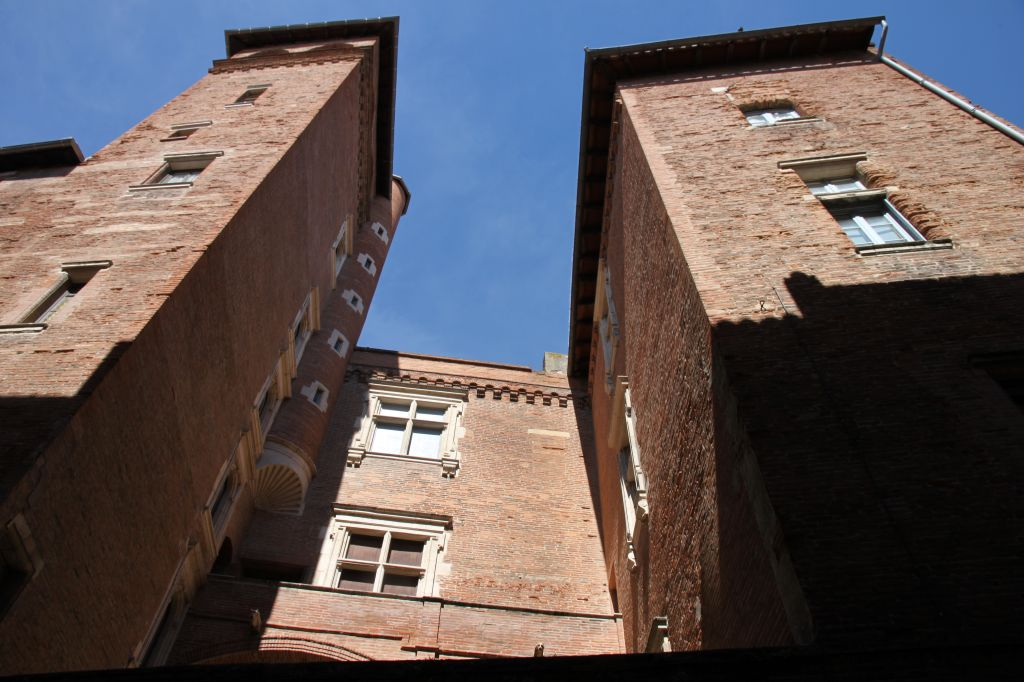
Vue depuis la rue.
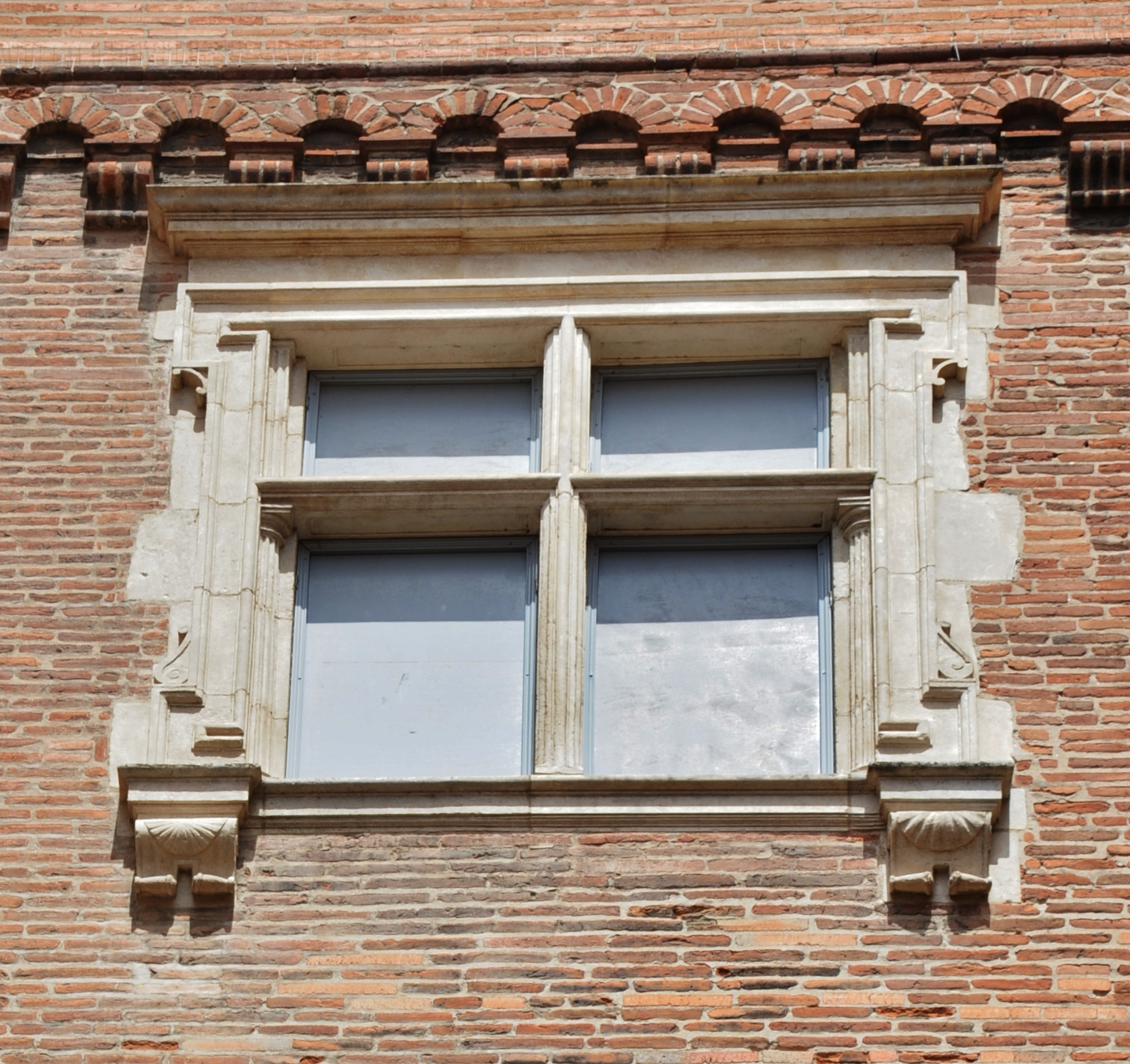
Fenêtre sur cour.
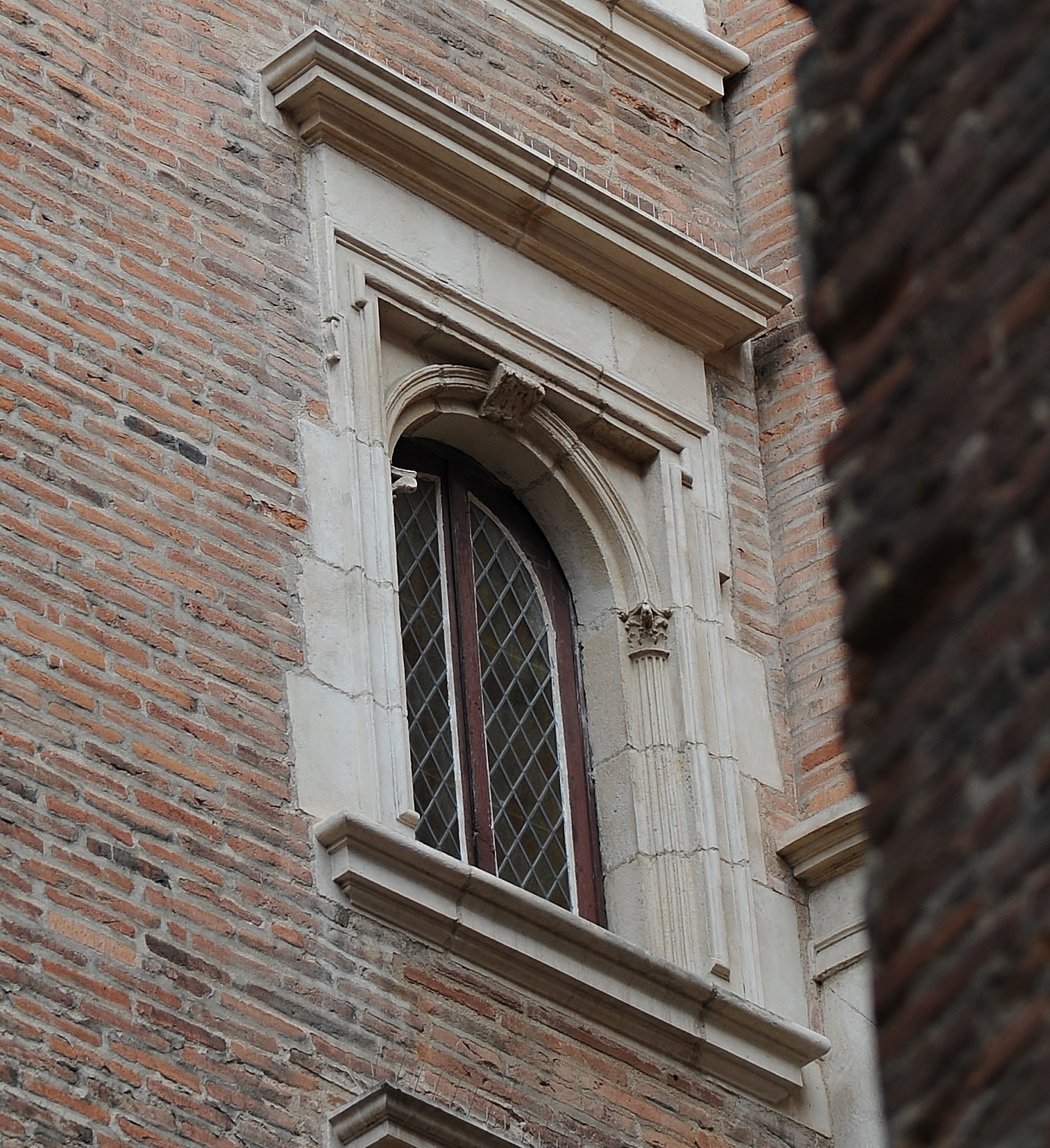
Fenêtre de la tour.
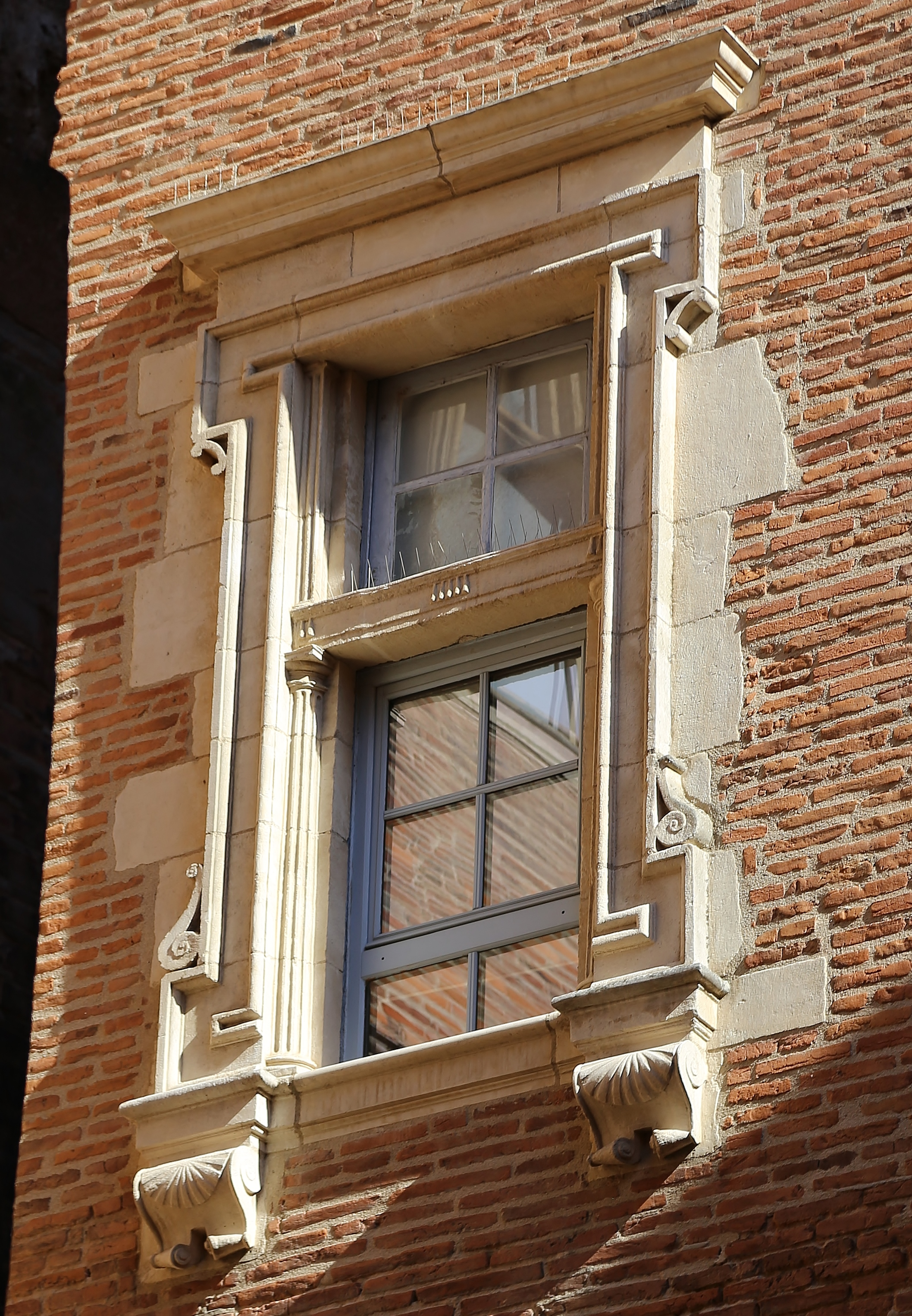
Fenêtre du logis.
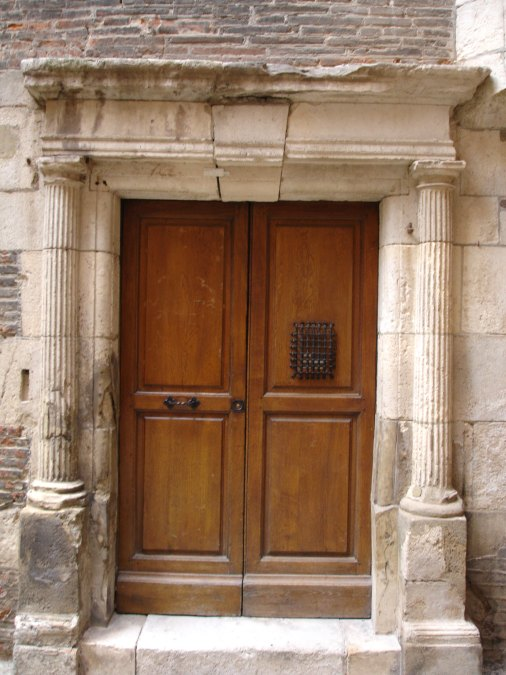
Porte de la tour dans la cour.

### Côté jardin
La façade sur jardin était la plus impressionnante de l'hôtel et, même si elle ne conserve que deux travées sur les cinq qui avaient été construites, elle garde son élévation du XVIe siècle de style Renaissance.
Les travées offrent un exemple de superposition des ordres sur trois niveaux et les pilastres se superposent de manière traditionnelle : dorique, ionique, corinthien. Les fenêtres sont inscrites dans des arcs en plein cintre et ont de larges chambranles à double crossettes : au-dessus de la première se trouve une petite colonne, au-dessus de la seconde une volute avec des gousses.

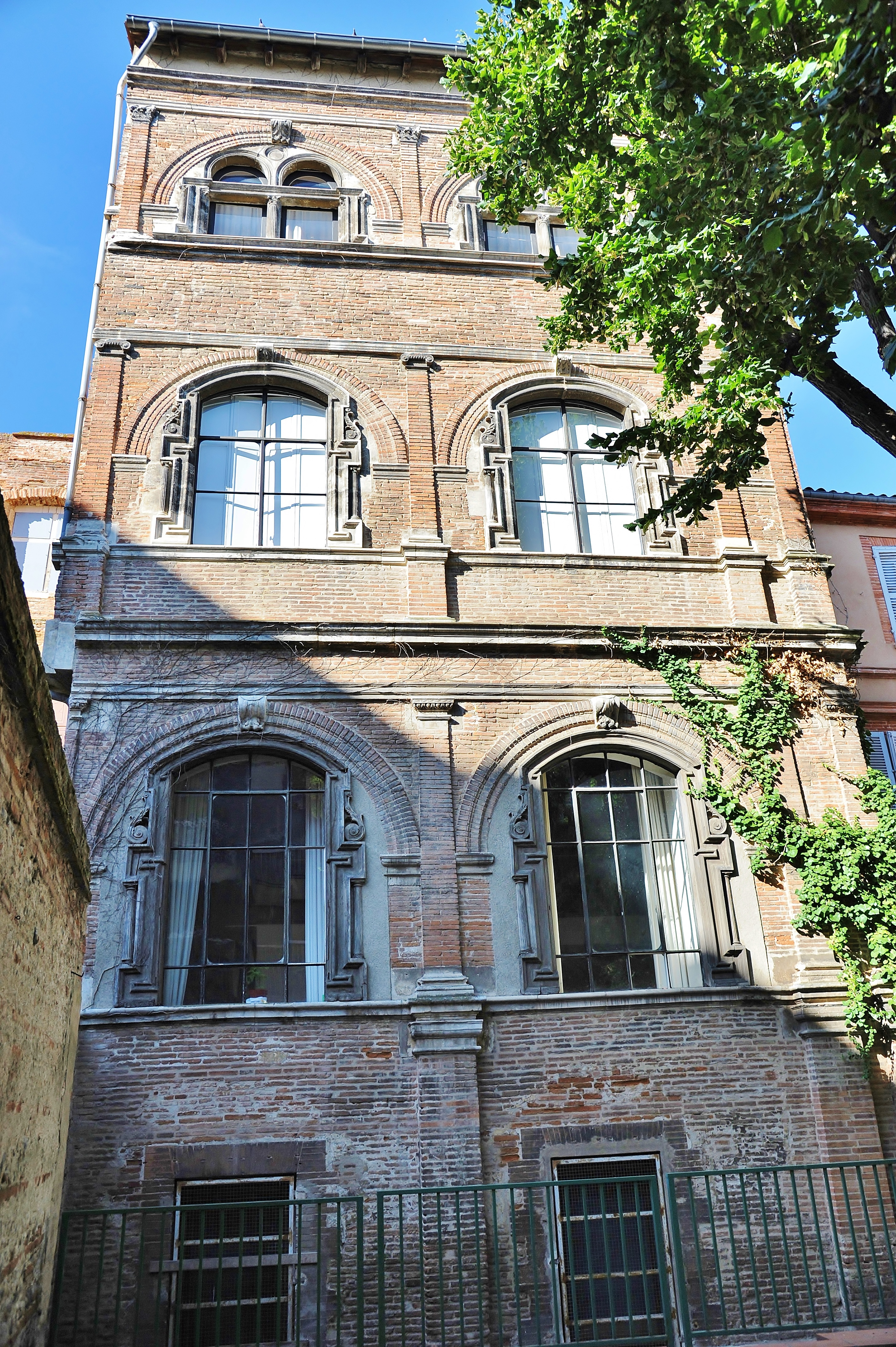
La façade sur jardin
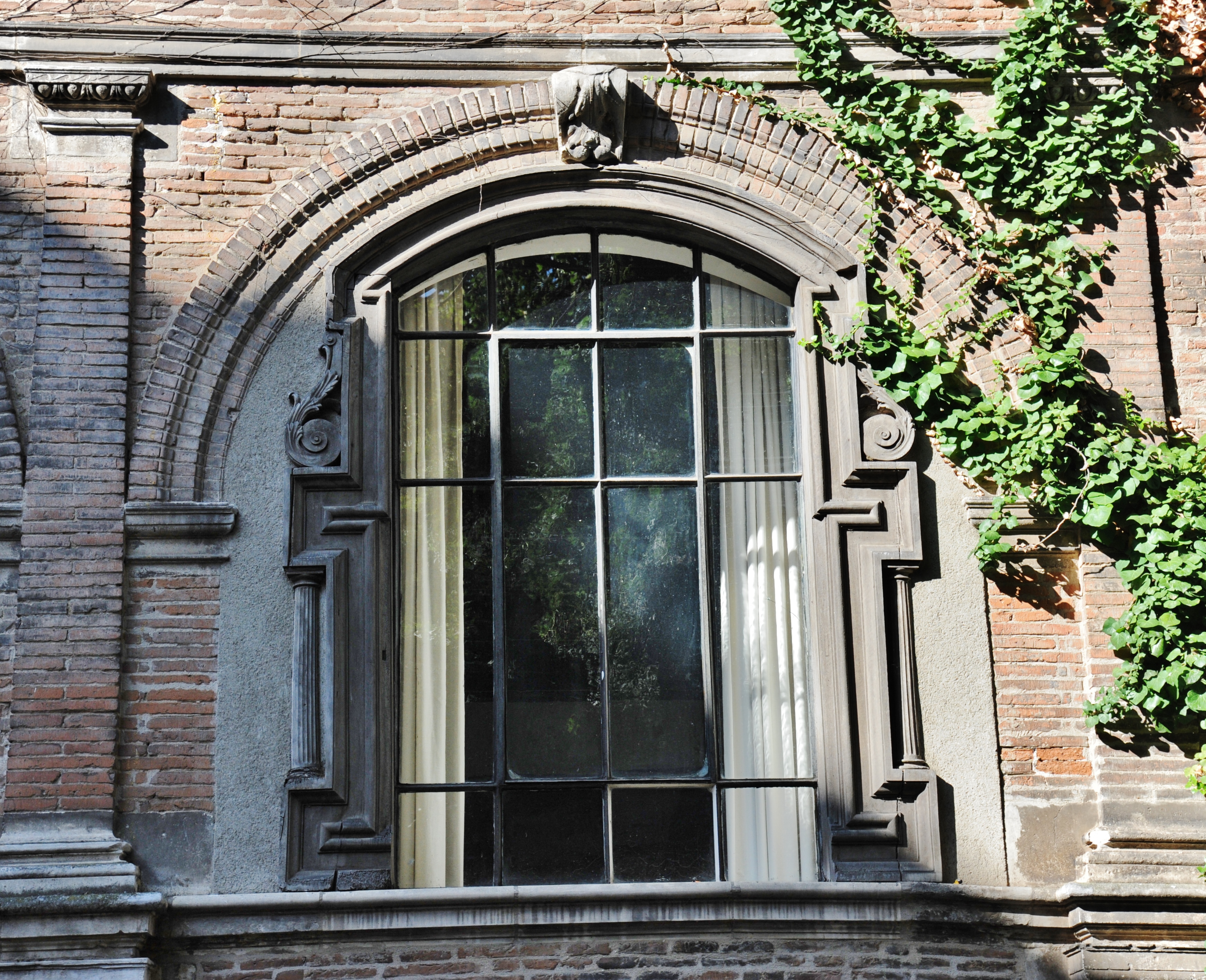
Fenêtre du rez-de-chaussée
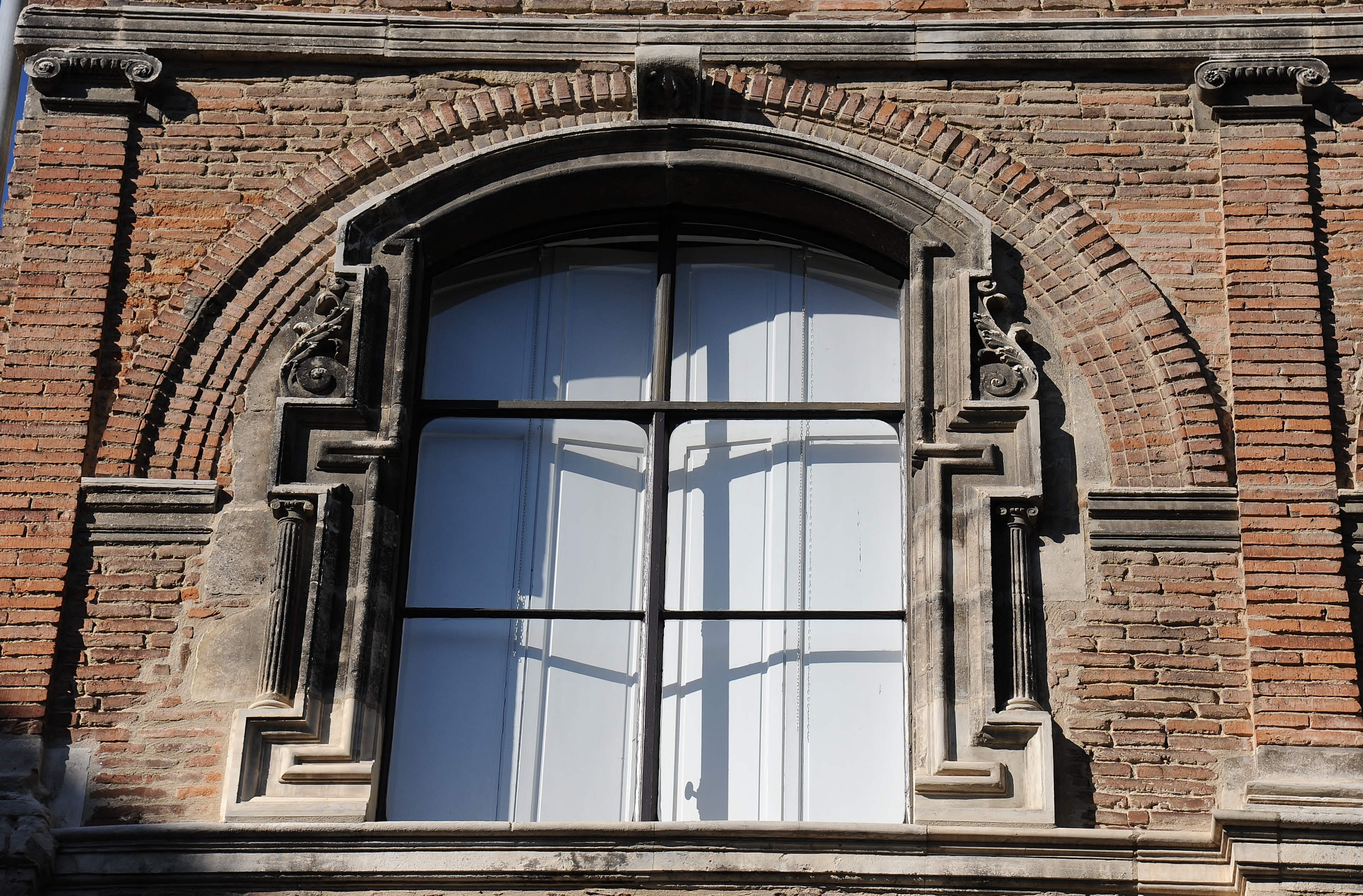
Fenêtre du premier étage
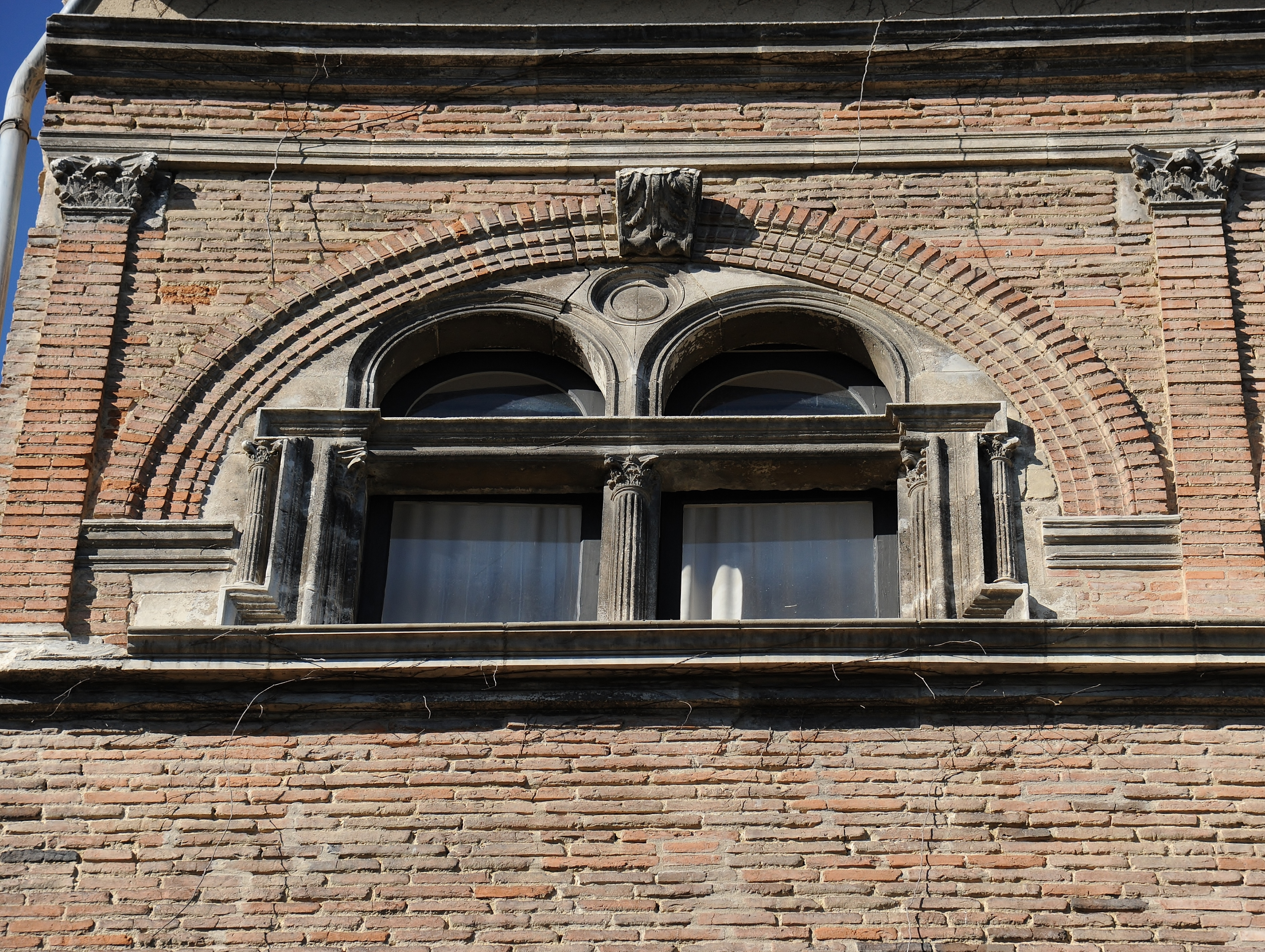
Fenêtre du deuxième étage